# Vrutická pahorkatina
Vrutická pahorkatina je geomorfologický okrsek při jihovýchodním okraji Dolnojizerské tabule, ležící v okresech Mladá Boleslav a Nymburk Středočeského kraje. Území okrsku zvenčí vymezují sídla Čachovice a Všejany na východě, Předměřice nad Jizerou na západě, Lysá nad Labem na jihu a Milovice na jihovýchodě.

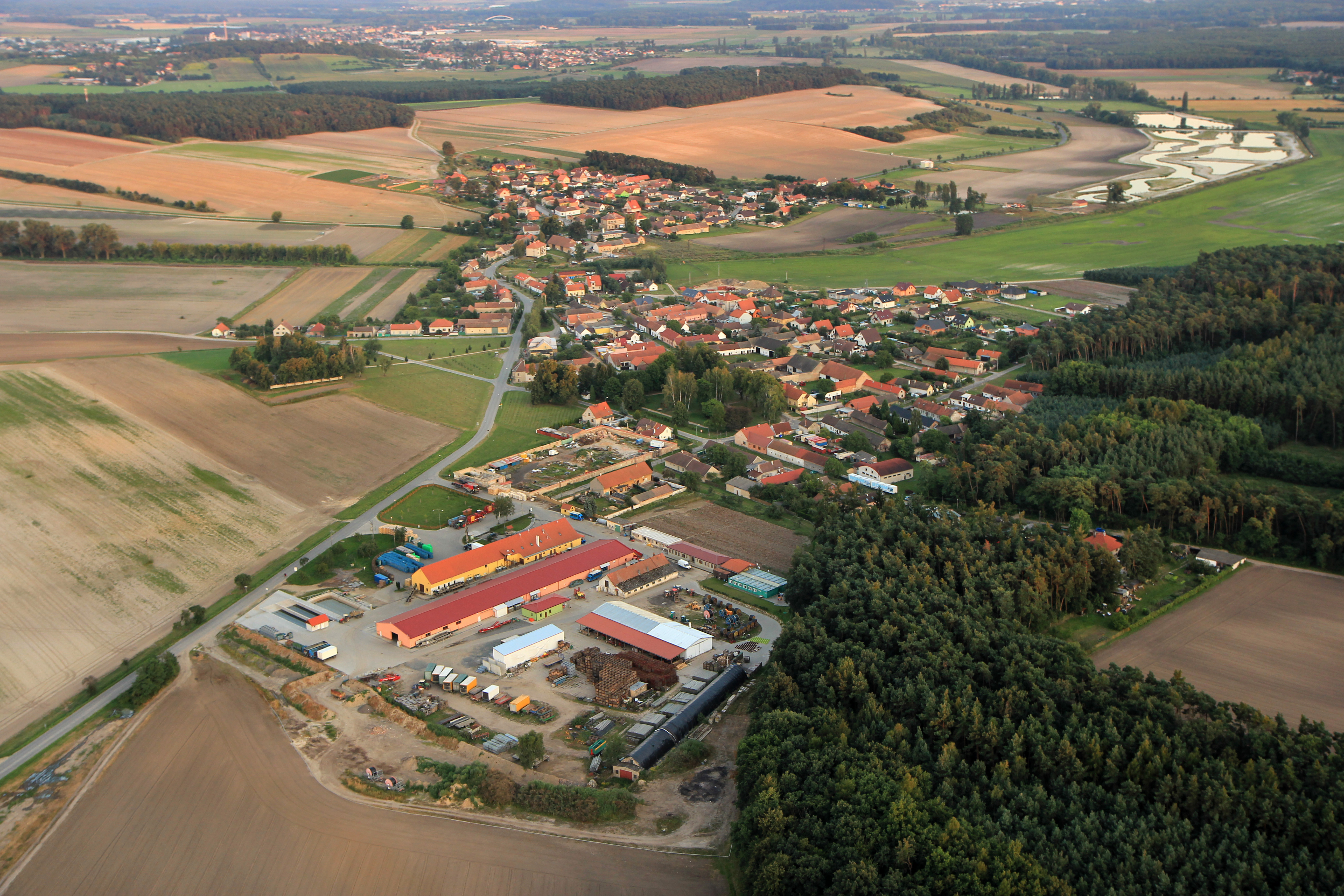
Okraj Vrutické pahorkatiny (vlevo a v dáli) u Staré Lysé

Z chráněných území je zde NPR Hrabanovská černava, zasahuje sem PR Pod Benáteckým vrchem.

## Geomorfologické členění

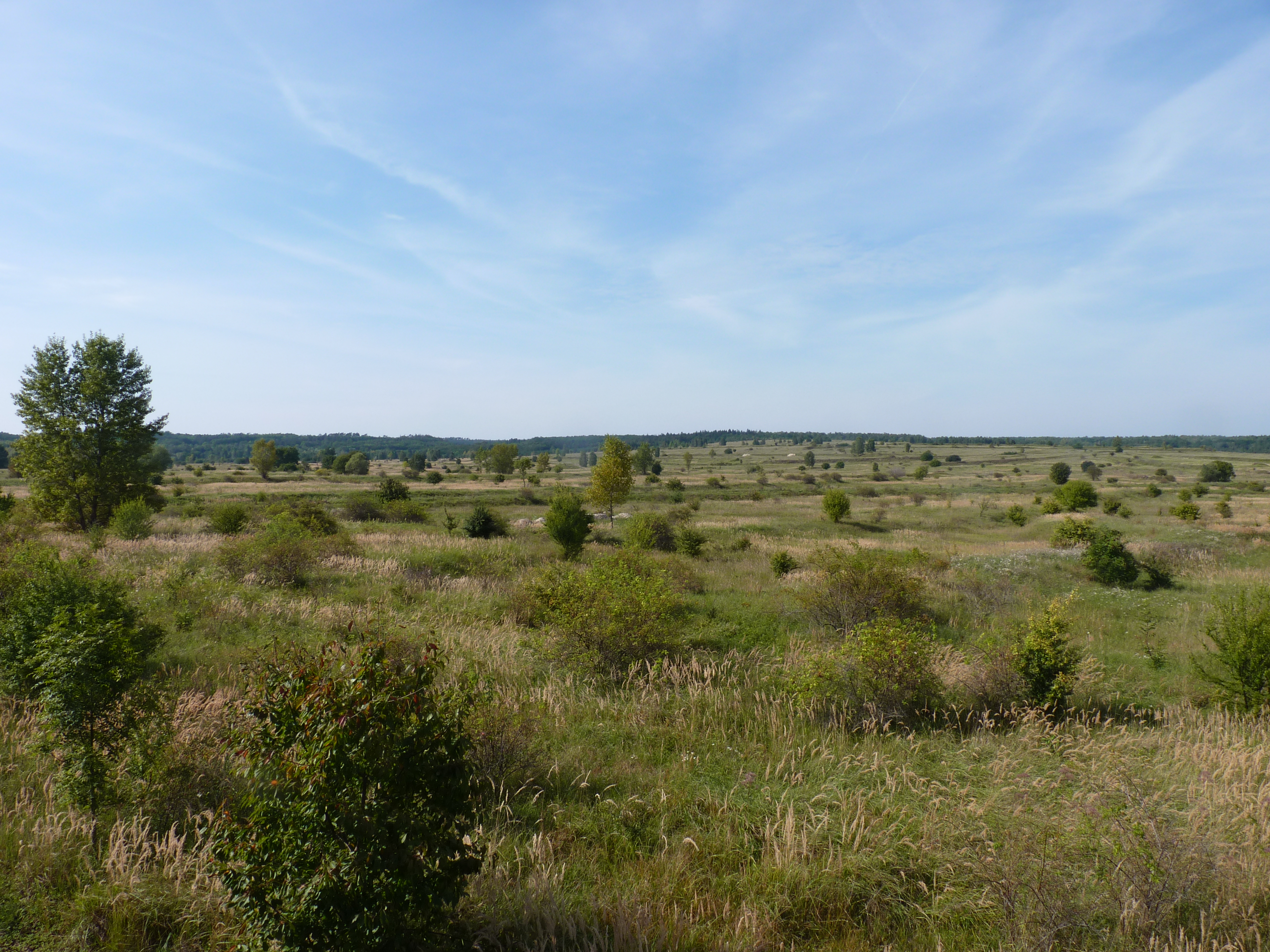
PR Pod Benáteckým vrchem v Jiřické plošině

Okrsek Vrutická pahorkatina náleží do celku Jizerská tabule a podcelku Dolnojizerská tabule. Dále se člení na podokrsky Jiřická plošina na severu a Lyská pahorkatina na jihu. Pahorkatina sousedí v rámci Dolnojizerské tabule na severu s Luštěnickou kotlinou a Košáteckou tabulí, ze západu, jihu a východu jí svírají kotliny Středolabské tabule.

## Významné vrcholy
- Benátecký vrch (251 m), Jiřická plošina
- Vrchy (246 m), Jiřická plošina
- Niva (244 m), Jiřická plošina
- Šibák (228 m), Lyská pahorkatina
- Zámecký vrch (221 m), Lyská pahorkatina

Nejvyšším bodem je bezejmenná kóta (255 m n. m.) jižně od Lipníka.